# Abénaquis
Pour les articles homonymes, voir Abénakis (homonymie).

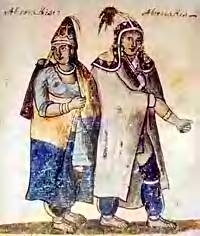
Couple d'Abénaquis au XVIIIe siècle (archives de Montréal)

Les Abénaquis, appelés rarement en français Wobanakis, Waban-Aki ou W8banaki (prononciation en abénaki : /wɔ̃banaki/), sont une Première Nation de l'est de l'Amérique du Nord faisant partie de la famille linguistique et culturelle algonquienne.
Avant la colonisation de l'Amérique, ce peuple habitait le territoire qui s'étendait à l'est du fleuve Hudson jusqu'à l'Atlantique, couvrant ainsi l'actuelle Nouvelle-Angleterre. Il y avait alors deux grandes tribus : les Abénaquis de l'Ouest (centre-sud du Québec et région du lac Champlain en Nouvelle-Angleterre) et les Abénaquis de l'Est (nord-est de la Nouvelle-Angleterre et sud des provinces maritimes du Canada).
Aujourd'hui, ils sont présents en Acadie, au Québec (nation waban-aki) et dans les États américains du Maine, du Vermont et du New Hampshire.

## Étymologie
Il existe plusieurs variantes de l'appellation Abénaquis : Wabanaki, Abenaquiois, Abakivis, Quabenakionek, Wabenakies, etc., selon la région en cause. On voit aussi la graphie Abénaki sous l'influence de l'anglais.
Le nom Abénaquis vient des termes w8ban (aurore) et aki (la terre); on peut donc dire que cet ethnonyme signifie « peuple du matin », « peuple du soleil levant » ou encore « peuple de l'Est »; en ce sens, le nom regroupait tous les Algonquins de l'Est.
Le nom originel de leur territoire, Wabanaki, correspond à la Nouvelle-Angleterre actuelle; le terme Wabanaki est parfois utilisé pour désigner l'ensemble des peuples de la région parlant des langues algonquiennes : les deux tribus d'Abénaquis, les Malécites et les Passamaquoddys.

## Abénaquis de l'Ouest

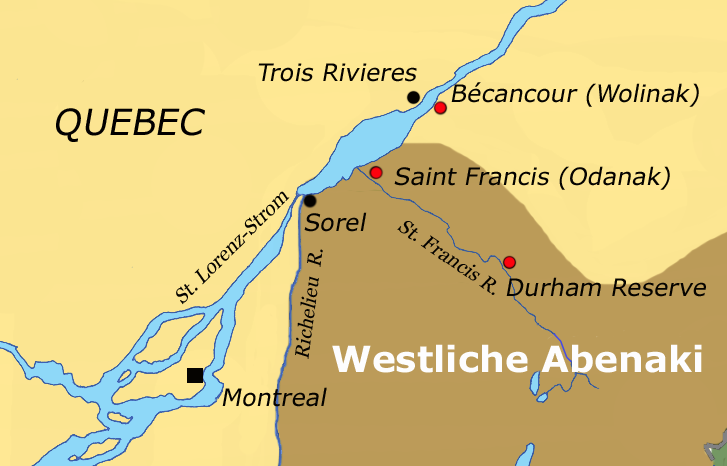
Territoire de la réserve Waban-Aki

Ndakinna, qui signifie « notre terre » en langue abénaquise, s'étendait sur la plus grande partie du nord de la Nouvelle-Angleterre et sur le sud de l'actuel Québec.
Les Abénaquis de l'Ouest habitaient ce qui correspond aujourd'hui au : 
- centre-sud du Québec (Centre-du-Québec, Estrie et Montérégie-Est) ainsi qu'au nord et à l'ouest de la Nouvelle-Angleterre, c'est-à-dire à l'ouest des montagnes au Vermont et au New Hampshire, jusqu'aux rives orientales du lac Champlain. Les limites sud de Ndakinna se situaient près de l'actuelle frontière nord du Massachusetts mais en excluant le pays Pennacook sur le fleuve Merrimack dans le Sud du New Hampshire.

Deux réserves du Grand Conseil de la Nation waban-aki sont situées dans la région Centre-du-Québec :
- La réserve Odanak, à 32 km à l'est de Sorel, dans la municipalité régionale de comté de Nicolet-Yamaska, près de Nicolet, compte 2 466[3] âmes, et
- la réserve Wôlinak, près de Bécancour, en compte 352.

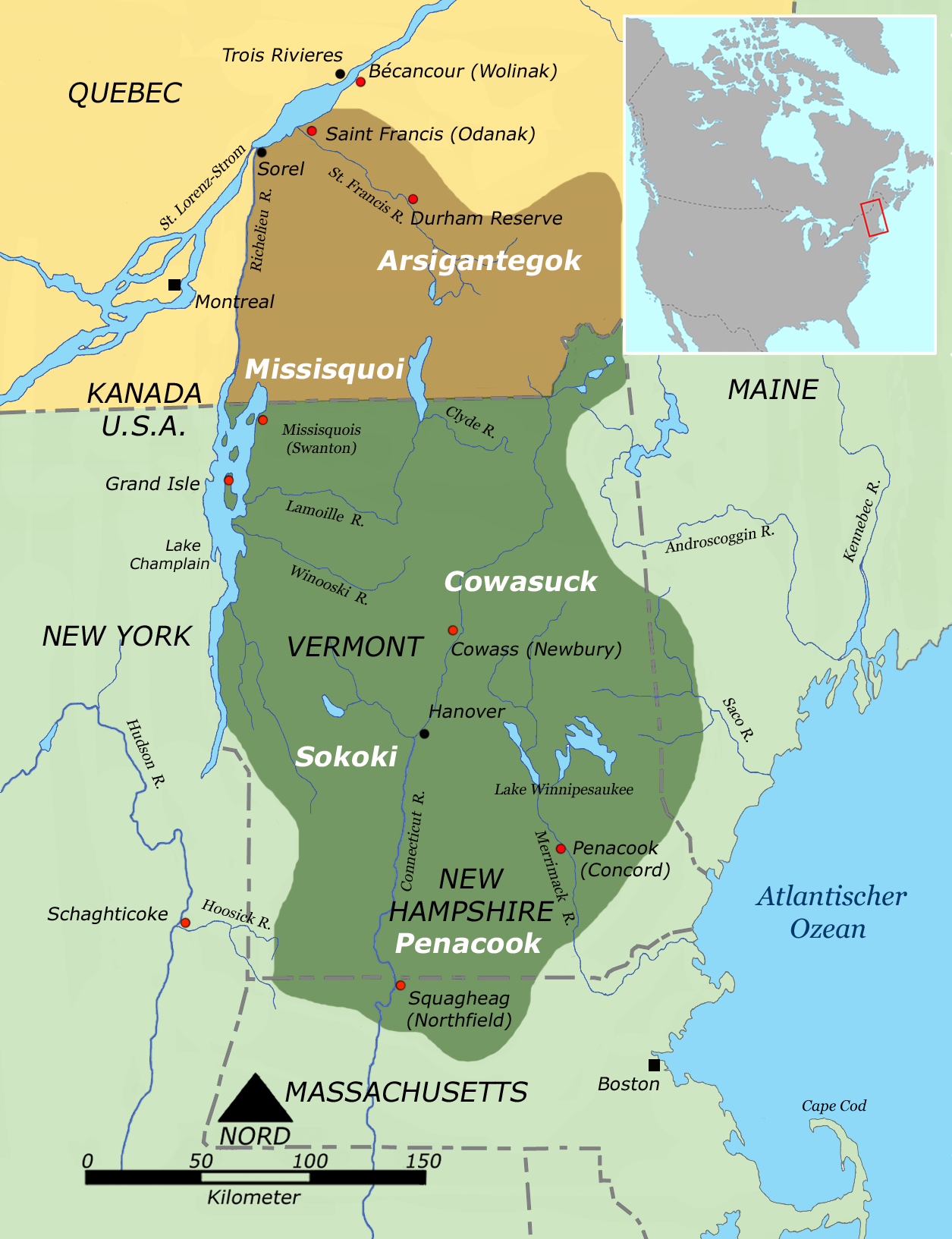
Territoires des Abénaquis de l'Ouest (Arsigantegok, Missisquoi, Cowasuck, Sokoki, Pennacook)

Il y a environ 2 500 Abénaquis de l'Ouest au Vermont et au New Hampshire, principalement autour du lac Champlain (Missisquois). Le reste du peuple abénaqui est dispersé au Québec, au Nouveau-Brunswick et dans le nord de la Nouvelle-Angleterre.

### Lacs et rivières

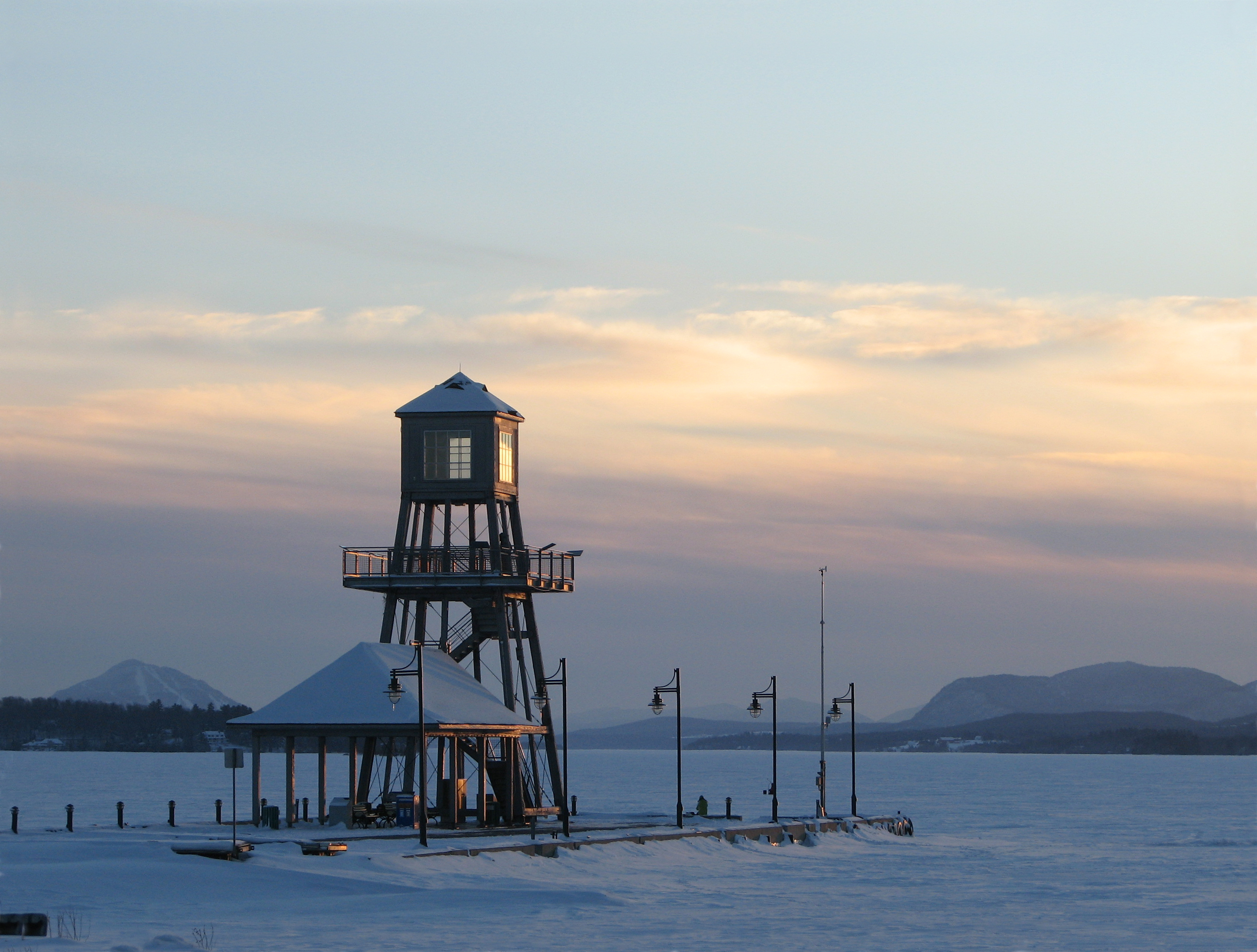
Le lac Memphrémagog en hiver

Au cœur du territoire des Abénaquis, à cheval entre le Canada et les États-Unis, se trouve le lac Memphrémagog (« belles eaux »), au nord duquel s'écoule la rivière Magog qui se jette dans le lac Magog, lequel se déverse à son tour dans la rivière Saint-François qui va rejoindre le Saint-Laurent au nord. Le lac Memphrémagog s'étend sur 44 km de Newport (Vermont) à Magog (Québec). Il servait de voie de transport canotable aux Premières Nations et a joué le même rôle pour les défricheurs américains arrivant du sud au XVIIIe siècle. Au milieu du XIXe siècle, le lac Memphrémagog devient un lieu de villégiature et de plaisance. Avec l'arrivée du chemin de fer (Passumpsic Railway et Waterloo & Magog Railway), la région se développe rapidement.
Le lac est l'objet de nombreuses légendes, dont celle d'un serpent marin (appelé « Memphré »,) qui habite les profondeurs au pied du mont Owl's Head et empêche les autochtones de se baigner.

## Abénaquis de l'Est

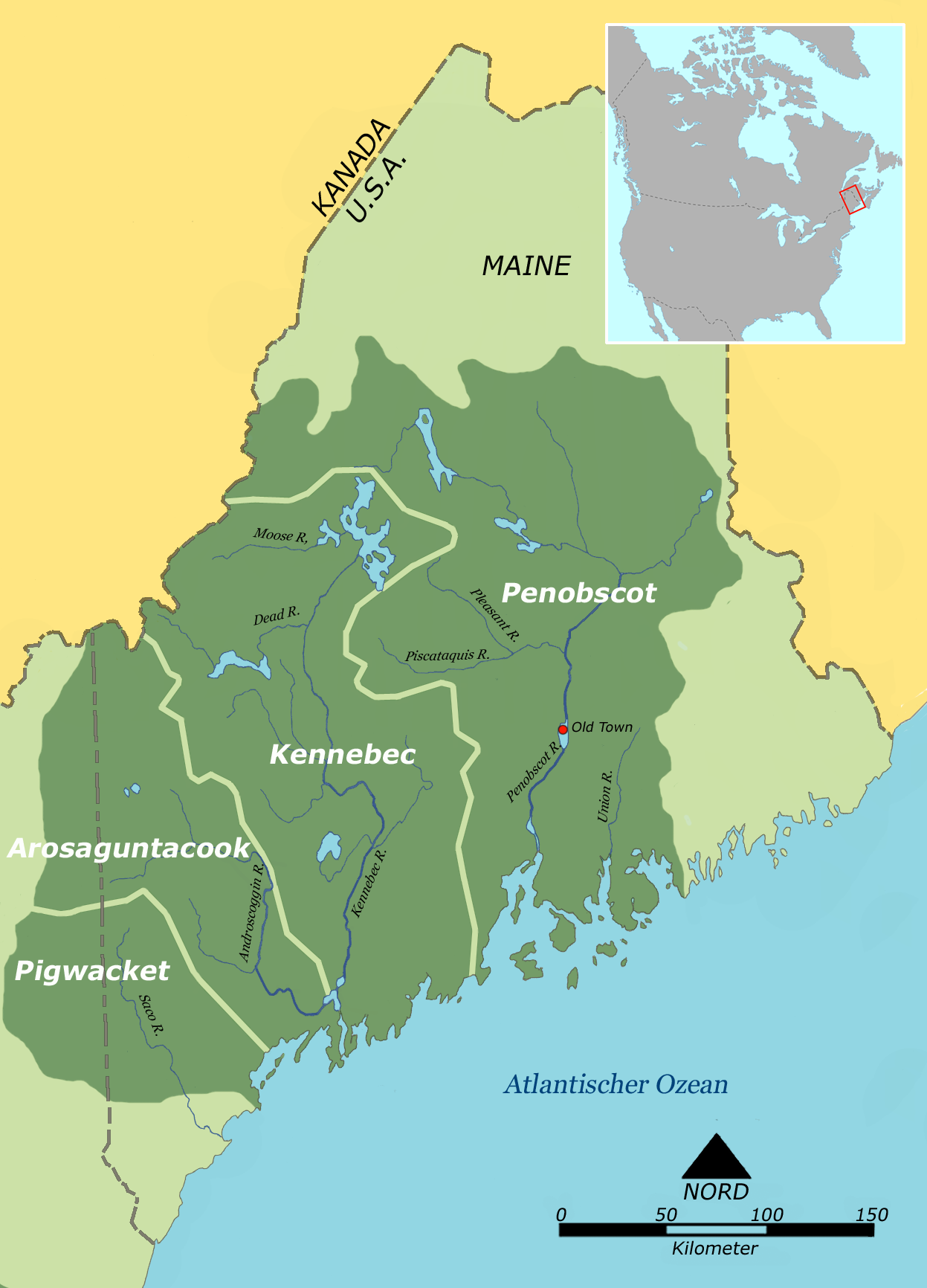
Territoires des Abénaquis de l'Est (Penobscot, Kennebec, Arosaguntacook, Pigwacket)

Les Abénaquis de l'Est étaient concentrés dans une partie du Maine (États-Unis) à l'est des White Mountains du New Hampshire.
- La petite tribu des Abénaquis maritimes vivait autour du fleuve Saint-Jean et de la rivière Sainte-Croix, qui délimitent la frontière entre le Maine (États-Unis) et le Nouveau-Brunswick (Canada).
- Les Pentagouets ont une réserve de 2 000 habitants à Indian Island, près de Old Town (Maine).
- Les Passamaquoddys, au nombre d'environ 2500, sont répartis dans trois réserves du Maine (États-Unis) : Pleasant Point, Peter Dana Point et Indian Township.
- La communauté Houlton des Malécites compte environ 600 membres. (Il y a sept bandes de Malécites au Canada, représentant 470 personnes au Québec et 2000 au Nouveau-Brunswick).

## Histoire

### Archéologie
Trois périodes sont traditionnellement reconnues pour décrire l'histoire ancienne des populations autochtones de la région.
- Le Paléoindien (entre 10 000 et 8 000 ans avant l'ère chrétienne) : les membres des Premières Nations parcourent les territoires libérés par les glaces wisconsiniennes[6],[7] alors que la flore et la faune les reconquièrent. Les chasseurs, armés de lances pourvues de longues pointes à cannelures, suivent les caribous.
- L’Archaïque (entre 8000 à 1 000 ans avant l'ère chrétienne) : les groupes des Premières Nations exploitent les territoires du Sud Québec. Des traces de sépultures garnies d’offrandes funéraires et d’ocre rouge ont été retrouvées. Outre les pierres taillées et polies, le cuivre des Grands Lacs est martelé en feuilles et assemblé en pointes, couteaux, haches ou pour des ornements.
- Le Sylvicole (de 1 000 ans avant notre ère à 1534) : les populations nomades se sédentarisent progressivement. La céramique permet la cuisson des viandes, des plantes sauvages ainsi que du maïs et de la courge cultivés lors des derniers siècles de cette période. Les groupes de la vallée du Saint-Laurent construisent des maisons longues, le territoire se partage entre les nations autochtones lors du premier millénaire et c'est ce découpage qui sera décrit par les premiers Européens[8].

#### Le traité d'Utrecht (1713)
Selon l'abbé Maurault (1866), les Abénaquis fuient les Anglais vers les territoires français canadiens vers 1680. En cédant l’Acadie à l’Angleterre « selon ses anciennes limites », le traité d’Utrecht (1713) crée une situation difficile pour les Abénaquis de la côte atlantique en territoire revendiqué par les deux Couronnes (Cf. Nouvelle-France et Nouvelle-Angleterre). Le père Aubery, influent sur la population locale et spécialiste de la langue abénaquise, envoie un mémoire et des propositions cartographiques de délimitation à Paris : l’Acadie y serait limitée à la péninsule actuelle de la Nouvelle-Écosse avec un poste limite, l’ancien fort de Pemaquid, aujourd'hui Bristol (Maine (États-Unis), à partir duquel une ligne suivrait la hauteur des terres pour obtenir « une limite juste et certaine ». L’Acadie continentale reste cependant un territoire contesté.
En 1715, le père Aubery propose à nouveau de réunir l'ensemble des Abénaquis en un seul village (les missions de Bécancour et de Saint-François) et tente de dissuader Atecouando, chef abénaqui, et ses guerriers réfugiés à Saint-François, de retourner près de la Nouvelle-Angleterre. Ainsi le missionnaire participe activement à la politique française qui souhaite conserver l’alliance avec les Abénaquis.
Ils sont en effet les alliés traditionnels des Français contre les Britanniques. L'un d'entre eux, Assacumbuit, est anobli sous Louis XIV. De 1670 à 1760, ils sont considérés par les Jésuites comme les « anges gardiens » des Français. Trois cents guerriers abénaquis participent à la bataille de Fort Carillon le 8 juillet 1758, avec les troupes françaises de la Nouvelle-France de Montcalm, qui fut une grande victoire française.
Face à l'annihilation par les Anglais et les épidémies, ils commencent à émigrer au Québec vers 1669, où deux seigneuries leur avaient été données. La première sur la rivière Saint-François s'appelle de nos jours la Réserve Indienne Odanak ; la seconde fondée près de Bécancour constitue la Réserve Indienne Wôlinak. Ces derniers reprennent les armes en 1812 pour protéger la colonie des Américains et combattent aux côtés des Patriotes dans la Rébellion des Patriotes de 1837.
Quand leur ville principale, Narrantsouac, fut prise par les Anglais et leur missionnaire Rasle tué en 1724, d'autres encore émigrèrent à Odanak, où d'autres réfugiés des tribus de Nouvelle-Angleterre s'étaient aussi installés. Au début des années 1900, ils étaient représentés par les Malécites sur le fleuve Saint-Jean, au Nouveau-Brunswick et au Québec (820) ; les Passamoquoddy dans la baie du même nom au Maine (400) ; les Pentagouets (Penobscots en anglais) à Old Town, ainsi qu'au Maine (États-Unis) (400), et les Abénaquis à Odanak et à Bécancour (430).
Après l'essai raté de La Saussaye d'implanter une colonie au Mont Désert en 1613 - où les pères jésuites Biard, Masse et Quentin proposaient de convertir les membres des Premières Nations - les Capucins, les Récollets, les Augustins, et quelques frères séculaires du séminaire québécois firent l'essai, avec un résultat négligeable. Le jésuite Druillettes y fut envoyé en 1646, mais n'y resta pas longtemps. Plus tard, d'autres missionnaires comme Bigot, Thury et De La Chasse y travaillèrent, mais en 1727, trois ans après le meurtre du Père Rasle, il n'y eut plus de prêtre au Maine (États-Unis) après le départ des deux derniers, Syvesme et Lauverjat. Toutefois, les membres des Premières Nations furent occasionnellement visités par des frères. Au début des années 1900, il y eut des missions pour ce qu'il restait des tribus à Calais, à Eastport et à Old Town.

#### La reconnaissance aux États-Unis
Un conseil tribal fut organisé en 1976 à Swanton au Vermont. L'État reconnut la tribu la même année, mais lui retira cette reconnaissance plus tard, pour des raisons inconnues.
Les deux clans abénaquis Elnu et Nulhegan reçoivent une reconnaissance officielle (statut) de l'État du Vermont, le 22 avril 2011.
De plus, la Nation abénaquise MissiquoiI et le clan abénaqui Koasek du Koas reçoivent également un statut officiel par l'État du Vermont, le 7 mai 2012.
Le Conseil de clan des Abénaquis d'Odanak, l'organe directeur du clan d'Odanak de la Première Nation des Abénaquis, a dénoncé des groupes, alors appelés « bandes », qui se revendiquaient abénaquis aux États-Unis. Des études contemporaines remettent en question la légitimité des revendications d'ascendance faites par les « bandes », suggérant que de nombreux membres n'ont pas d'ascendance abénaquise ou n'ont qu'un seul ancêtre autochtone sur de nombreuses générations. Ce phénomène, parfois appelé auto-indigénisation des colons ou « changement de race », est lié aux revendications sur les terres : il est fortement critiqué par les membres des Premières nations et les colons alliés à elles, qui le considèrent comme une menace pour la souveraineté des nations autochtones.

### Population et épidémies
De quarante mille au XVIIe siècle la population est passée à moins de 2 000 au début du XXIe siècle ; à partir de cette époque, elle recommence à augmenter, favorisée par la politique québécoise en faveur des peuples autochtones. Ce sont les guerres coloniales ou inter-ethniques, mais surtout la variole et la rougeole importées de l'Ancien Monde, qui sont responsables de cette hécatombe.
Des 40 000 Abénaquis avant l'arrivée des Européens, environ 20 000 appartiennent à la tribu de l'Est, 10 000 de l'Ouest et le reste des provinces maritimes. Les premiers contacts avec des pêcheurs européens propagent deux grandes épidémies au XVIe siècle. La première a eu pour origine une maladie inconnue entre 1564 et 1570 et la seconde, le typhus en 1586. De multiples épidémies surviennent une décennie avant la colonisation anglaise du Massachusetts en 1620 ; trois différentes maladies ravagent la Nouvelle-Angleterre et la côte canadienne. Le Maine est fortement touché en 1617 avec un taux de mortalité de 75 %, réduisant la population des Abénaquis de l'Est à quelque 5 000 personnes. Les Abénaquis de l'Ouest, plus isolés, souffrent un peu moins, perdant cependant la moitié de leur population de 10 000 personnes.
Les nouvelles maladies continuent de décimer les populations, à commencer par la variole en 1631, 1633 et 1639. Sept ans plus tard, une maladie non identifiée frappe les membres des Premières Nations, puis la grippe l'année suivante. La variole réapparaît en 1649, et la diphtérie 10 ans après. La variole frappe à nouveau en 1670 et la grippe en 1675. La variole meurtrière touche de nouveau tous les membres des Premières Nations de la région en 1677, 1679, 1687 accompagnée de la rougeole. D'autres épidémies se propagent en 1691, 1729, 1733, 1755, et finalement en 1758.
La population des Abénaquis continue de diminuer, mais en 1676, ayant recueilli parmi eux des réfugiés de nombreuses autres tribus du Sud de la Nouvelle-Angleterre fuyant la guerre avec les colons anglais, leur population se stabilise petit à petit, se mélangeant aux tribus des réfugiés. Pourtant, il ne reste qu'environ mille Abénaquis un siècle plus tard, après la Guerre d'indépendance des États-Unis. Ensuite, leur population remonte lentement à 12 000 aux États-Unis et au Canada.
| Communautés       | Total | Résidents | Non résidents |
| ----------------- | ----- | --------- | ------------- |
| Odanak            | 1 852 | 306       | 1 546         |
| Wôlinak           | 222   | 70        | 152           |
| Abénaquis (Total) | 2 074 | 376       | 1 698         |

## Culture

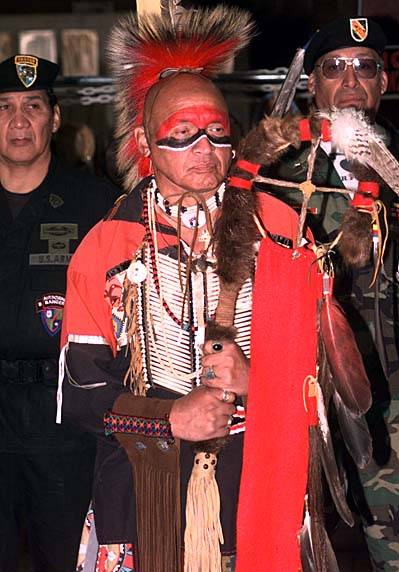
Homme abénaqui en tenue traditionnelle

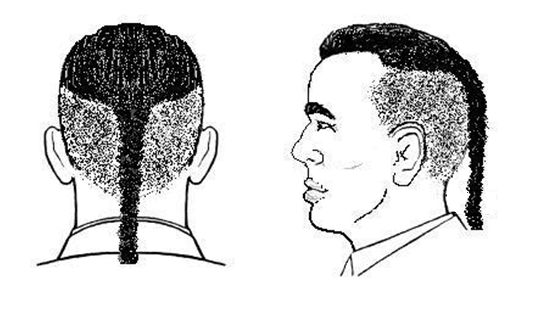
Coiffure traditionnelle modernisée d'un homme marié

### Langue
L'abénaqui appartient à la famille algonquienne c'est-à-dire de la côte Nord-Est, initialement parlée dans les actuels Vermont, New Hampshire, Massachusetts et le Nord du Maine,. L'abénaqui est distinct des langues des Micmacs au Nord et de l'algonquin de la Nouvelle-Angleterre au Sud. Il existait également une différence dialectale entre les Abénaquis de l'Est et de l'Ouest, ces derniers étant plus proches du dialecte de la Pennacook. Au Québec, les Abénaquis sont aujourd’hui strictement francophones,.

### Mœurs

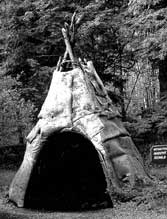
Wigwam en écorce de bouleau

Les Abénaquis avaient des mœurs similaires à ceux des Algonquiens du sud de la Nouvelle-Angleterre. Ils étaient sédentaires et dépendaient surtout de l'agriculture, ce qui explique que leurs villages étaient toujours proches d'une rivière. Ils pratiquaient aussi la chasse, la pêche et la cueillette, mais ces activités étaient moins importantes que la culture. Ils étaient donc culturellement à mi-chemin entre les Iroquois et les Algonquins. Chaque homme avait un territoire de chasse particulier hérité de son père, les Abénaquis étant patrilinéaires, au contraire des Iroquois.
Ils vivaient en groupes dispersés de grandes familles pendant la plus grande partie de l'année. Les groupes se concentraient au printemps et l'été dans des villages temporaires situés près de fleuves, ou sur la côte pour semer et pêcher. Ces villages étaient parfois fortifiés, selon les alliés et ennemis proches de leur emplacement. Les villages abénaquis étaient très petits comparés à ceux des Iroquois, ne contenant que 100 personnes environ. Pendant l'hiver, ils se dispersaient loin de la côte.
La plupart des Abénaquis vivaient dans des wigwams en écorce, mais certains préféraient des petites maisons ovales.

### Gouvernement
Les Abénaquis avaient des chefs appelés Sagamores (ou sakimau ; en langue penobscot : chef civil) qui servaient la communauté toute leur vie et qui ne pouvaient pas être mis en accusation (comme Passaconaway (c. 1580-c.1673)). Ils détenaient en fait peu de pouvoirs, mais les colons européens les traitaient en monarques. Cette simplification a engendré beaucoup de malentendus.

## Abénaquis connus
- Alanis Obomsawin (1932 - ), cinéaste
- Christine Sioui-Wawanoloath, artiste
- Monique Sioui, sœur de la précédente, militante des droits des femmes et des enfants autochtones
- Alexis Wawanoloath, homme politique
- Jean-Paul Nolet, animateur radio et télévision Radio-Canada
- Evelyn O'Bomsawin, militante et présidente des femmes autochtones du Québec (1920-2008) d'Odanak
- Mali Obomsawin (1995 - ), musicienne